# KDH Jeuk

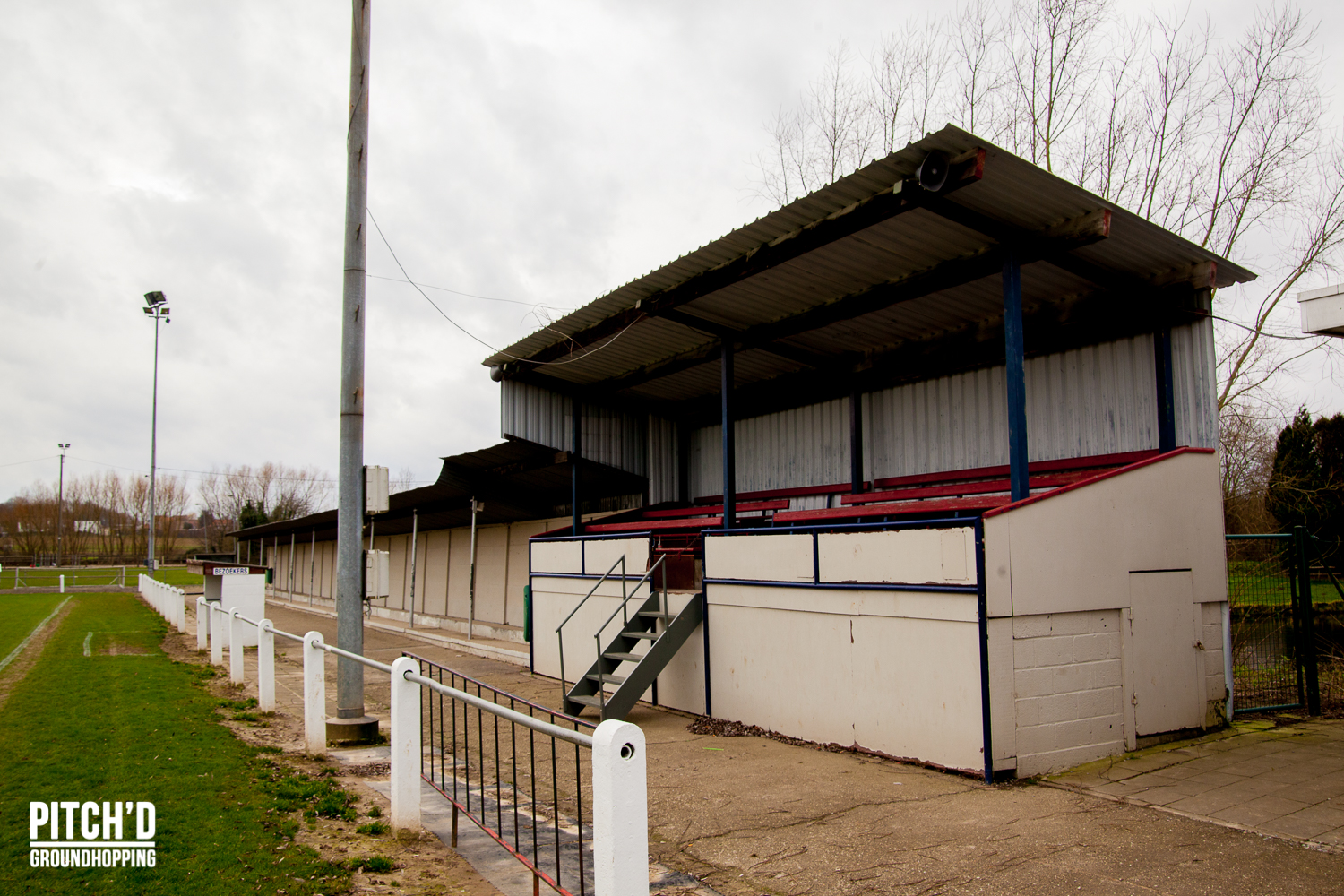
De thuishaven van KDH Jeuk

Daring Huvo Jeuk is een Belgische voetbalclub uit Jeuk. De club is aangesloten bij de KBVB met stamnummer 6111 en speelt momenteel in een bordeauxrode outfit. De huidige club ontstond in 2007 uit de fusie van Daring Jeuk met SC Huvo Jeuk. De club speelt in de provinciale reeksen.

## Geschiedenis
De club werd opgericht in 1958 als Daring Jeuk en sloot zich aan bij de KBVB onder stamnummer 6111. Daring Jeuk ging van start in de Limburgse provinciale reeksen, waar het de volgende halve eeuw bleef spelen. Enkele jaren geleden drong de club door tot Eerste Provinciale, maar dat verblijf bleef beperkt tot een seizoen. Daring degradeerde naar Tweede Provinciale, waar het dorpsgenoot SC Huvo Jeuk tegenkwam. Beide clubs konden zich echter niet van het behoud verzekeren.
In 2007 ging de club een fusie aan met die andere club uit het dorp, SC Huvo Jeuk. SC Huvo Jeuk was een jongere club, en bij de voetbalbond aangesloten met stamnummer 8663. SC Huvo Jeuk was een fusie van SC Hundelingen (gehucht van het dorp Jeuk) en FC Klein-Vorsen (gehucht van het dorp Montenaken). Hundelingen speelde jaren in het liefhebbersverbond; Klein-Vorsen was wel aangesloten bij de KBVB. Daar Klein-Vorsen gedwongen werd te stoppen, zag Hundelingen zijn kans schoon om, mits een fusie, toe te treden tot de KBVB. Na de fusie tussen Huvo en Daring ging men verder als Daring Huvo Jeuk spelen onder het stamnummer 6111 van Daring.
In het seizoen 2007/08 werd DH Jeuk meteen kampioen in Derde Provinciale en dwong zo rechtstreekse promotie af naar Tweede Provinciale. Een jaar later vierde de club het vijftigjarig bestaan van Daring Jeuk en kreeg ze de titel 'koninklijke'.
In 2012/13 wist DH Jeuk via de eindronde de promotie naar Eerste Provinciale af te dwingen. Zo speelde men in 2013 voor het eerst in Eerste Provinciale als fusieclub. In het seizoen 2018/19 degradeerde de club na 6 seizoenen in Eerste Provinciale opnieuw naar Tweede Provinciale.

## Resultaten
| Seizoen                                     | Klasse | Klasse | Klasse | Klasse | Klasse | Klasse | Klasse | Klasse | Klasse | Reeks                                                    | Punten                                                   | Opmerkingen                                               |
|                                             | I      | I      | II     | III    | IV     | P.I    | P.II   | P.III  | P.IV   |                                                          |                                                          |                                                           |
| ------------------------------------------- | ------ | ------ | ------ | ------ | ------ | ------ | ------ | ------ | ------ | -------------------------------------------------------- | -------------------------------------------------------- | --------------------------------------------------------- |
| Sinds 1958 als Daring Jeuk                  |        |        |        |        |        |        |        |        |        |                                                          |                                                          |                                                           |
| 2004/05                                     |        |        |        |        |        |        | 1      |        |        | Tweede prov. Lim. C                                      | 57                                                       | Kampioen                                                  |
| 2005/06                                     |        |        |        |        |        | 16     |        |        |        | Eerste prov. Lim.                                        | 15                                                       |                                                           |
| 2006/07                                     |        |        |        |        |        |        | 12     |        |        | Tweede Prov. Lim. A                                      | 30                                                       |                                                           |
| Als Koninklijke Daring Huvo Jeuk (KDH Jeuk) |        |        |        |        |        |        |        |        |        |                                                          |                                                          |                                                           |
| 2007/08                                     |        |        |        |        |        |        |        | 1      |        | Derde prov. Lim. C                                       | 59                                                       | Kampioen                                                  |
| 2008/09                                     |        |        |        |        |        |        | 8      |        |        | Tweede prov. Lim. B                                      | 47                                                       |                                                           |
| 2009/10                                     |        |        |        |        |        |        | 11     |        |        | Tweede prov. Lim. B                                      | 36                                                       |                                                           |
| 2010/11                                     |        |        |        |        |        |        | 2      |        |        | Tweede prov. Lim. B                                      | 57                                                       | Verlies in eindronde voor promotie                        |
| 2011/12                                     |        |        |        |        |        |        | 3      |        |        | Tweede prov. Lim. B                                      | 59                                                       | Verlies in eindronde voor promotie                        |
| 2012/13                                     |        |        |        |        |        |        | 3      |        |        | Tweede prov. Lim. B                                      | 56                                                       | Promotie via eindronde                                    |
| 2013/14                                     |        |        |        |        |        | 8      |        |        |        | Eerste prov. Lim.                                        | 36                                                       |                                                           |
| 2014/15                                     |        |        |        |        |        | 5      |        |        |        | Eerste prov. Lim.                                        | 48                                                       | Verloren in eindronde voor promotie                       |
| 2015/16                                     |        |        |        |        |        | 9      |        |        |        | Eerste prov. Lim.                                        | 41                                                       |                                                           |
|                                             | 1A     | 1B     | 1Am    | 2Am    | 3Am    | P.I    | P.II   | P.III  | P.IV   | Vanaf 2016-17 zijn er 3 nationale en 2 regionale niveaus | Vanaf 2016-17 zijn er 3 nationale en 2 regionale niveaus | Vanaf 2016-17 zijn er 3 nationale en 2 regionale niveaus  |
| 2016/17                                     |        |        |        |        |        | 5      |        |        |        | Eerste prov. Lim.                                        | 50                                                       | Verlies in eindronde voor promotie                        |
| 2017/18                                     |        |        |        |        |        | 11     |        |        |        | Eerste prov. Lim.                                        | 38                                                       |                                                           |
| 2018/19                                     |        |        |        |        |        | 14     |        |        |        | Eerste prov. Lim.                                        | 24                                                       |                                                           |
| 2019/20                                     |        |        |        |        |        |        | 12     |        |        | Tweede Prov. Lim. B                                      | 26                                                       | Seizoen vroegtijdig stopgezet door Covid-19               |
| 2020/21                                     |        |        |        |        |        |        |        |        |        | Tweede prov. Lim. B                                      |                                                          | Geschrapt wegens de Coronacrisis.                         |
| 2021/22                                     |        |        |        |        |        |        | 9      |        |        | Tweede Prov. Lim. B                                      | 38                                                       |                                                           |
| 2022/23                                     |        |        |        |        |        |        | 14     |        |        | Tweede Prov. Lim. A                                      | 27                                                       | Niet gedegradeerd door het winnen in degradatie-eindronde |
| 2023/24                                     |        |        |        |        |        |        | 7      |        |        | Tweede Prov. Lim. A                                      | 46                                                       |                                                           |
| 2024/25                                     |        |        |        |        |        |        | 14     |        |        | Tweede Prov. Lim. A                                      | 33                                                       |                                                           |
| 2025/26                                     |        |        |        |        |        |        |        |        |        | Derde Prov. Lim. A                                       |                                                          |                                                           |